# Frances Bunsen

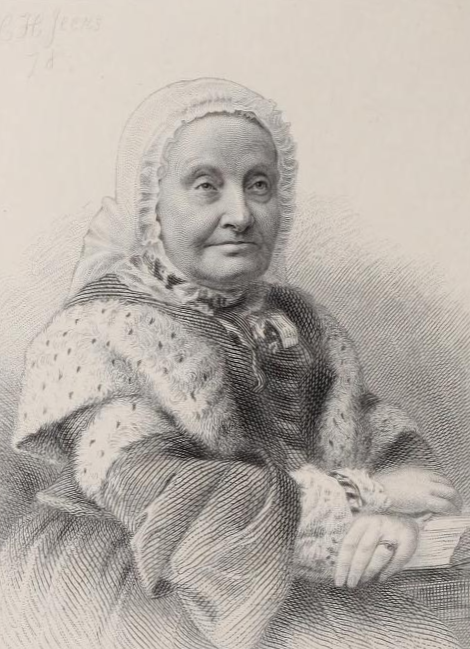
Frances Bunsen, 1874

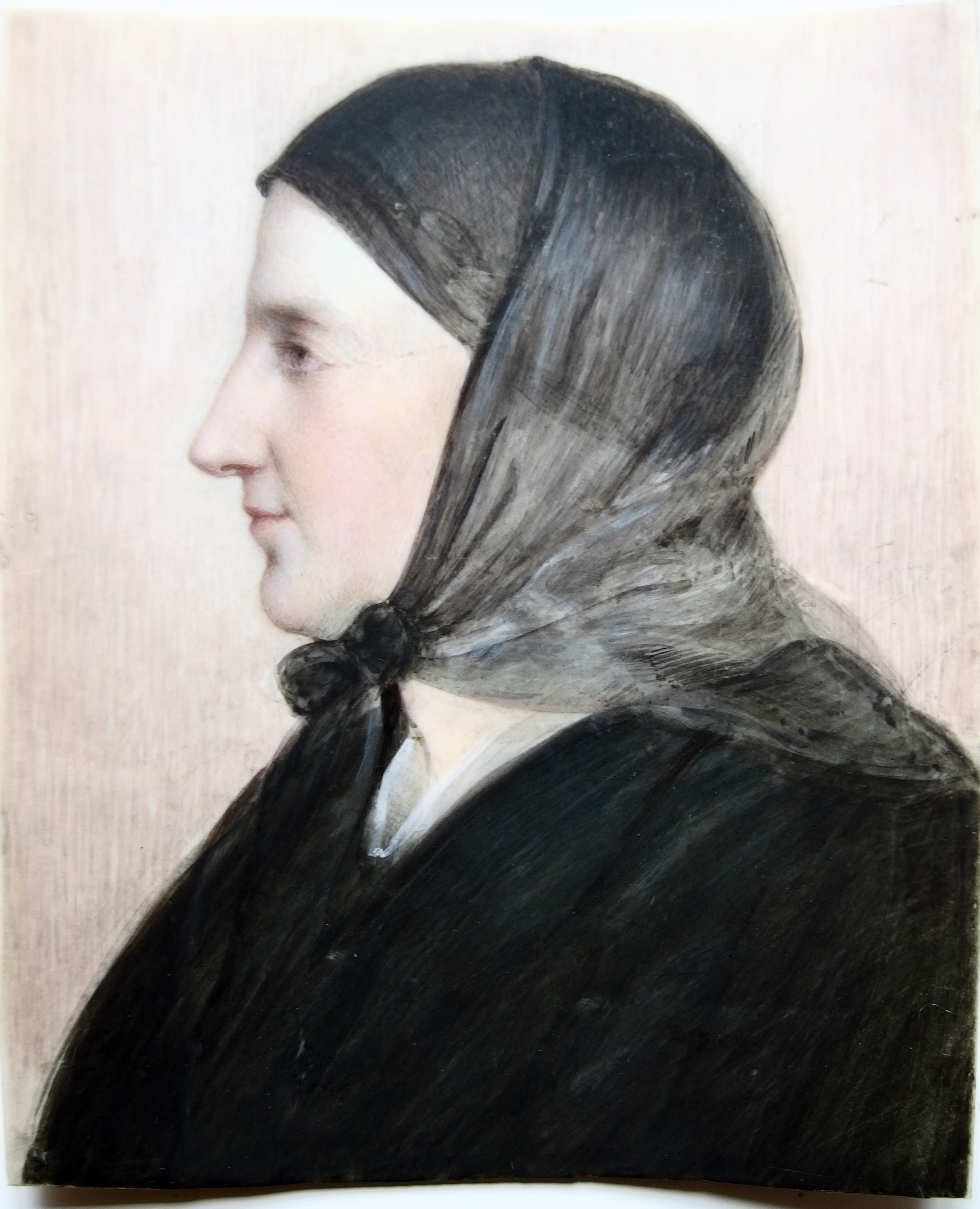
Mrs. Waddington, Mutter von Frances Bunsen, Miniaturmalerei von August Grahl, 1831 in London

Frances Bunsen (* 4. März 1791 in Bedfordshire; † 23. April 1876 in Karlsruhe), geborene Frances Waddington, war eine walisische Malerin und Autorin. Sie war die Frau von Christian Karl Josias von Bunsen und die ältere Schwester von Augusta Hall der Lady Llanover.
Baroness Frances Bunsen wurde in Dunsten Park, Bedfordshire geboren. Sie war eine der fünf Töchter des Grundbesitzers Benjamin Waddington und der Georgiana Mary Ann geborene Port (1771–1850) und lebte später in Tŷ Uchaf, Llanover, Monmouthshire. Ihre Mutter war eine Großnichte von Mary Delany. Frances Bunsen war eine talentierte Aquarell-Malerin. Im Juli 1817 heiratete sie Christian Karl Josias von Bunsen, preußischer Botschafter in Rom und später Gesandter in London. Nach seinem Tod im Jahre 1860 veröffentlichte sie eine Abhandlung seines Lebens.

## Gemälde
- Swansea (1808)
- Hills beyond Crickhowell (1808)
- Monmouth (1810)
- Basaleg Church (1813)
- Tredegar Park (1813)
- Abergavenny Church (1838)
- Abercarn (1847)